# Trippel
Trippel (Тріппель) — з 1934 року німецький виробник автомобілів. Штаб-квартира розташована в місті Гомбург. У 1944 році компанія припинила виробництво автомобілів.

## Ханс Тріппель
Ханс Тріппель народився в 1908 році в місті Грос-Умштадт в сім'ї бакалійника, ще в юнацькому віці він захопився механікою, але грошей для його навчання в батьків не було, так що він осягав ази сам. У віці 22 років він вступає до лав націонал-соціалістичної партії, а через два роки він вирішив заснувати свій бізнес, будуючи автомобілі, які могли б пересуватися по воді. У Дармштадті була куплена колишня конюшня, куди він притягнув шасі від DKW F2, через два роки, восени 1934 року, він нарешті випробовує в озері Обервальдхаус свою амфібію Land-Wasser-Zepp («Земля-вода Зепп»), кузов був виготовлений з алюмінієвих листів, а в хвостовій частині знаходився пропелер.
У тому ж році він будує простий «наземний» гоночний автомобіль на базі Adler Trumpf Junior, він переробив кузов і встановив на мотор компресор, на цій машині Тріппель здобув перемоги в шести різних змаганнях. Через рік Тріппель починає будувати позашляхову амфібію на технічній базі того ж Adler, але з несучим металевим водовідштовхувальним кузовом, а в кінці року молодого конструктора разом з його Land-Wasser-Zepp 3 запрошують у двір рейхсканцелярії, де особисто Гітлер проводить огляд зразків різної техніки.

## Заснування компанії. Початок виробництва автомобілів

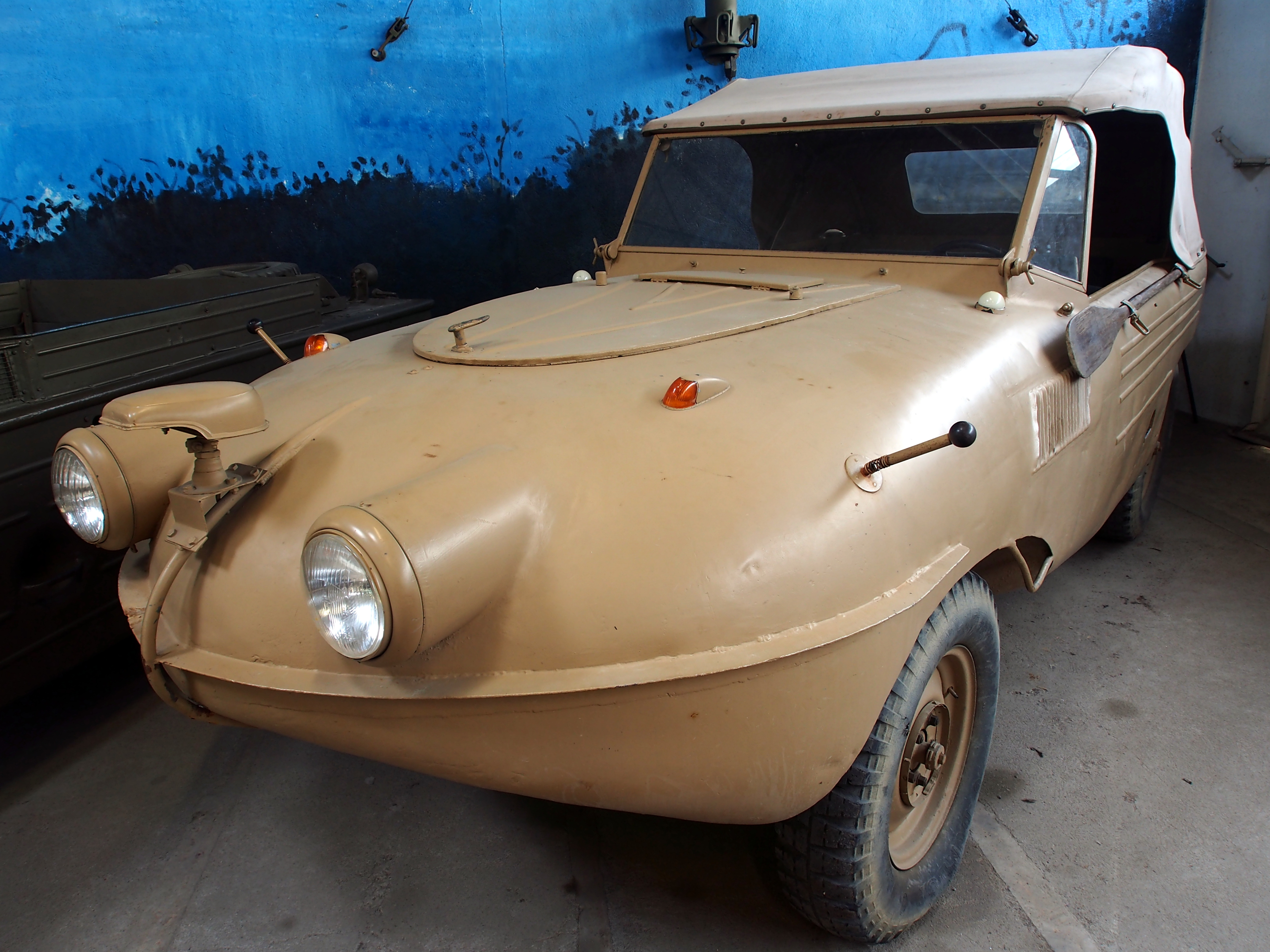
Trippel SG2

Батькові німецького народу так сподобалася конструкція передньопривідного дволітрового автомобіля, який міг по землі їхати зі швидкістю 125 км/год і перетинати водяні перешкоди зі швидкістю в 24 км/год, що він звелів видати молодому члену партії 10 000 рейхсмарок, для того, щоб той міг почати свою справу і випускати такі водоплавні автомобілі в масовому порядку. Тріппель купує стару бойню в Гомбурзі, засновує на її території фірму Trippel-Werke, наймає 250 чоловік і починає роботи над новими проєктами амфібій, а вже наявна машина перейменовується в Trippel SG2 "Schwimm & Gelande Wagen 2" («Водний і позашляховий автомобіль номер 2»). Після цієї амфібії було ще кілька прототипів, в тому числі повнопривідний, поки нарешті наприкінці 1937 року вони не трансформувалися в модель SG6, оснащену повним приводом і 2-літровим мотором Adler.

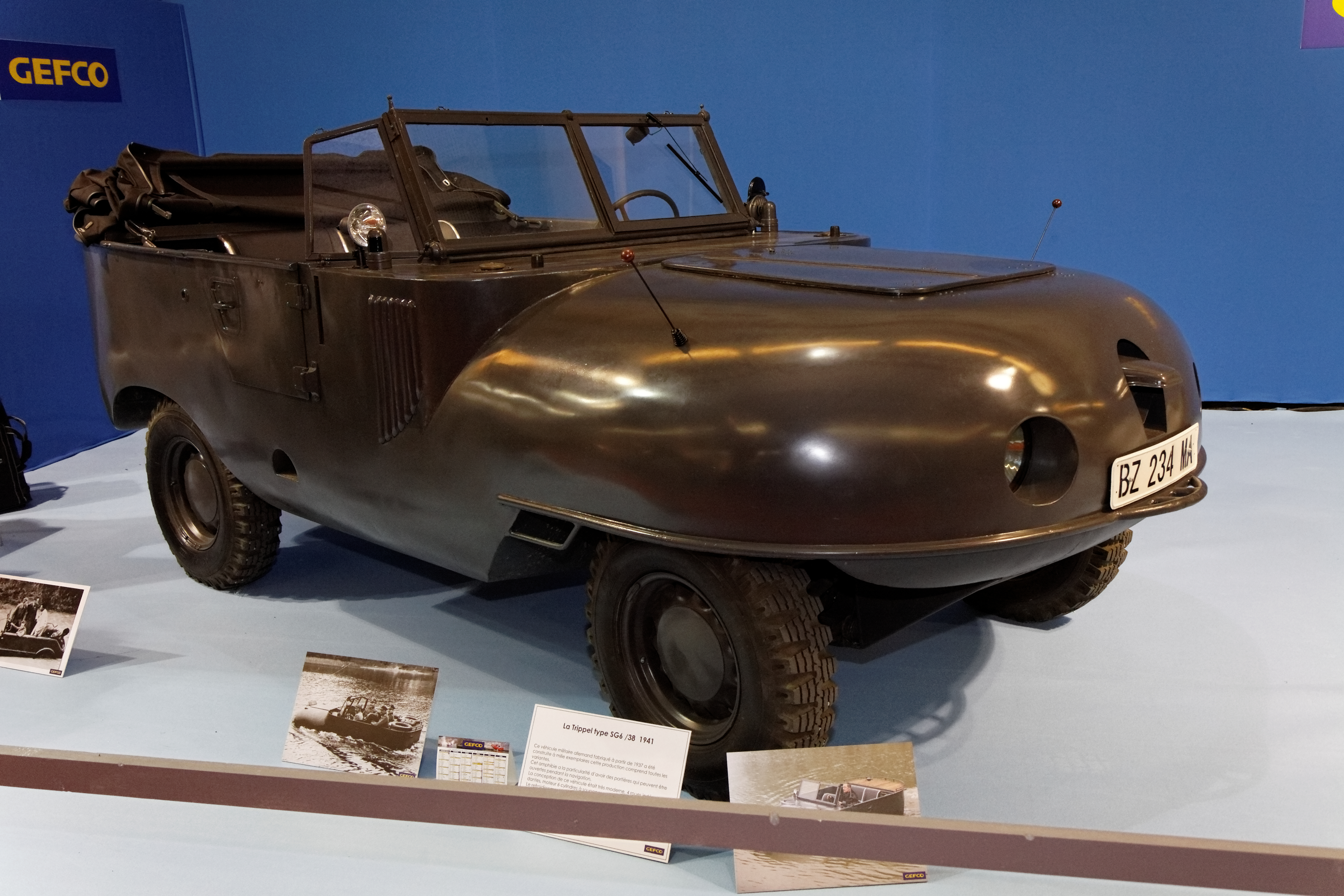
Trippel SG6

У 1938 році італійські збройні сили зацікавилися цим автомобілем, і було вирішено влаштувати огляди, Ханс Тріппель, бажаючи продемонструвати свою техніку в найкращому світлі, пропонує перетнути Середземне море з Італії до берегів Північної Африки, але він не отримав такого дозволу, тому максимум, що він зміг зробити, — це відплисти з пляжу в Неаполі до острова Капрі, а це — 28 км. Вермахт замовив 20 таких машин. У тому ж році з'являється передньопривідний SK8 з тим же 2-літровим мотором, але кузов машини був 3-місним і мав спортивні обриси, і призначалася ця машина для приватних осіб.
В кінці року модель SG6 отримує більш потужний 2.5 л двигун, запозичений від фірми Opel, також на амфібію встановлюють 5-ступінчасту коробку передач, а в салон поміщалося 16 бійців, включаючи водія, цей варіант називався SG6 Pionier. Коли почалася війна і Німеччина окупувала Францію, Тріппель починає смикати за мотузки своїх хороших знайомих — начальника Головного управління СС Готтлоба Бергера і рейхсфюрера СС Генріха Гіммлера, щоб йому в розпорядження віддали фабрику, що належала самому Етторе Бугатті. У підсумку в середині січня 1941 року Trippel-Werke AG отримує в своє розпорядження завод Bugatti, що знаходився в Мольсаймі.
На обладнанні, що належало колись Патронові, починається виробництво армійських SG6/41, SG6 Pionier і SG6 Kolonialpionier (зі зміненою передньою частиною кузова). Всі кузови поставлялися з Німеччини фірмою Drauz, яка перебувала в Гайльбронні. Ще до того, як фірма переїхала в Мольсайм, було виготовлено та продано 38 дорогих амфібій SG6 Zevil приватним клієнтам. Вже під час війни в 1942 році з'являється ще одна версія SG6 — із закритим кузовом типу седан, ця машина відома як SG-P.

## Припинення виробництва автомобілів. Закриття компанії
Під час війни будують кілька прототипів в використанням агрегатів і кузовів фірми Tatra, зокрема від моделі 87, повнопривідний SG7 так і залишився на стадії прототипу, а в тому ж 1943 році на замовлення Люфтваффе Тріппель будує аеромобіль, який міг пересуватися по суші, воді, болоту і снігу (в цьому випадку на колеса закріплювалися лижі), він був також побудований з використанням агрегатів Tatra 87.

## Післявоєнні проєкти
У 1944 році завод з Ельзасу переводять у Зульц-Неккар, а як робоча сила використовувалися військовополонені з поблизу розташованого табору. До кінця війни підприємство за весь цей час змогло поставити Вермахту за різними даними від 800 до 1000 транспортних засобів. Коли було оголошено перемир'я, Тріппель перебував у Баварії, намагаючись там відсидітися, але відсидітися йому довелося трохи пізніше в буквальному сенсі. Американські військові заарештовують Тріппеля і передають його французам, які засуджують капітана SS за злочини проти людяності, інженер отримує п'ять років в'язниці і штраф у розмірі 20 000 рейхсмарок.
У 1948 році, відсидівши три роки, його відпускають достроково, у грудні 1949 року Тріппель проходить процедуру денацифікації, але ходили чутки, що Тріппель просто заплатив судді за таке рішення. Справа в тому, що денацифікація дозволяла колишнім нацистським діячам займати керівні посади в новій державі, на радянській частині окупації «спокутування гріхів» відбувалося іншими методами. У цей час Тріппель одружується на дочці Троссінгера — колишнього Президента Торгової Палати Штутгарта за часів Третього Рейху, вони познайомилися, коли разом коротали строк у в'язниці. Після цього Тріппель влаштовується конструктором на фірму Chiron-Werke, де проєктує легкову амфібію SK9, оснащену 600-кубовим двигуном фірми Horex, проте «товариші» відвідують Тріппеля і нагадують, що за мирним договором Німеччина не може виробляти амфібії, і він або повинен припинити роботи над «земноводними», або йти за ґрати, Ханс вибирає перший варіант.
Тріппель залишає в 1950 році Chiron-Werke і організовує своє підприємство в Штутгарті, в якому проєктує автомобіль SK10. Технічна складова була схожа на SK9, тобто 600-кубовий мотор, але вже від фірми від Zündapp, який розвивав 19 к.с.. Несучий кузов маленького автомобіля типу купе (виготовлений фірмою Protek) мав цікаву особливість — двері відкривалися за типом крила чайки, Тріппель зумів домовитися з кузовною фірмою Böbel про будівництво кузовів для цієї машини, але, зробивши всього близько 15-20 примірників, кузовна компанія збанкрутувала навесні 1952 року, а Тріппель продав патент на «крило чайки» фірмі Daimler-Benz AG.
У 1952 році Trippel продає проєкт SK10 французам, але оскільки патент на «крила чайки» вже проданий, то машини ці мали уже звичайні двері. Французька фірма SIOP, яка володіла компанією Rosengart, засновує нову марку Marathon, яка, оснащуючи кузови від Trippel SK10 850-кубовими моторами Panhard, продає свої моделі під назвою Corsaire і Pirate (одна машина була базовою, а друга — її більш дорогим варіантом).

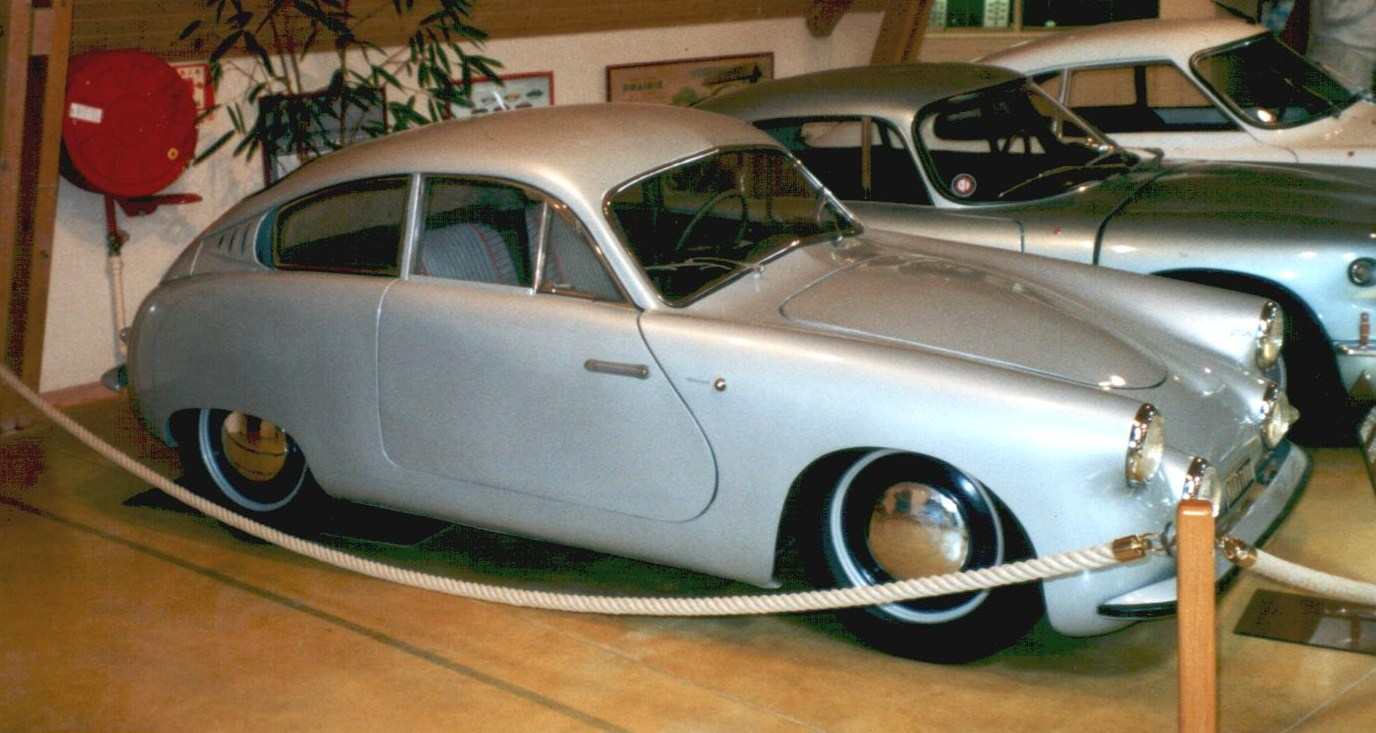
Marathon Corsaire

Крім цього, французи роблять кузов не з металу, а зі склопластику, стаючи першими у своїй країні, хто почав робити кузови за новою технологією. У 1955 році виробництво цих машин припинилося.

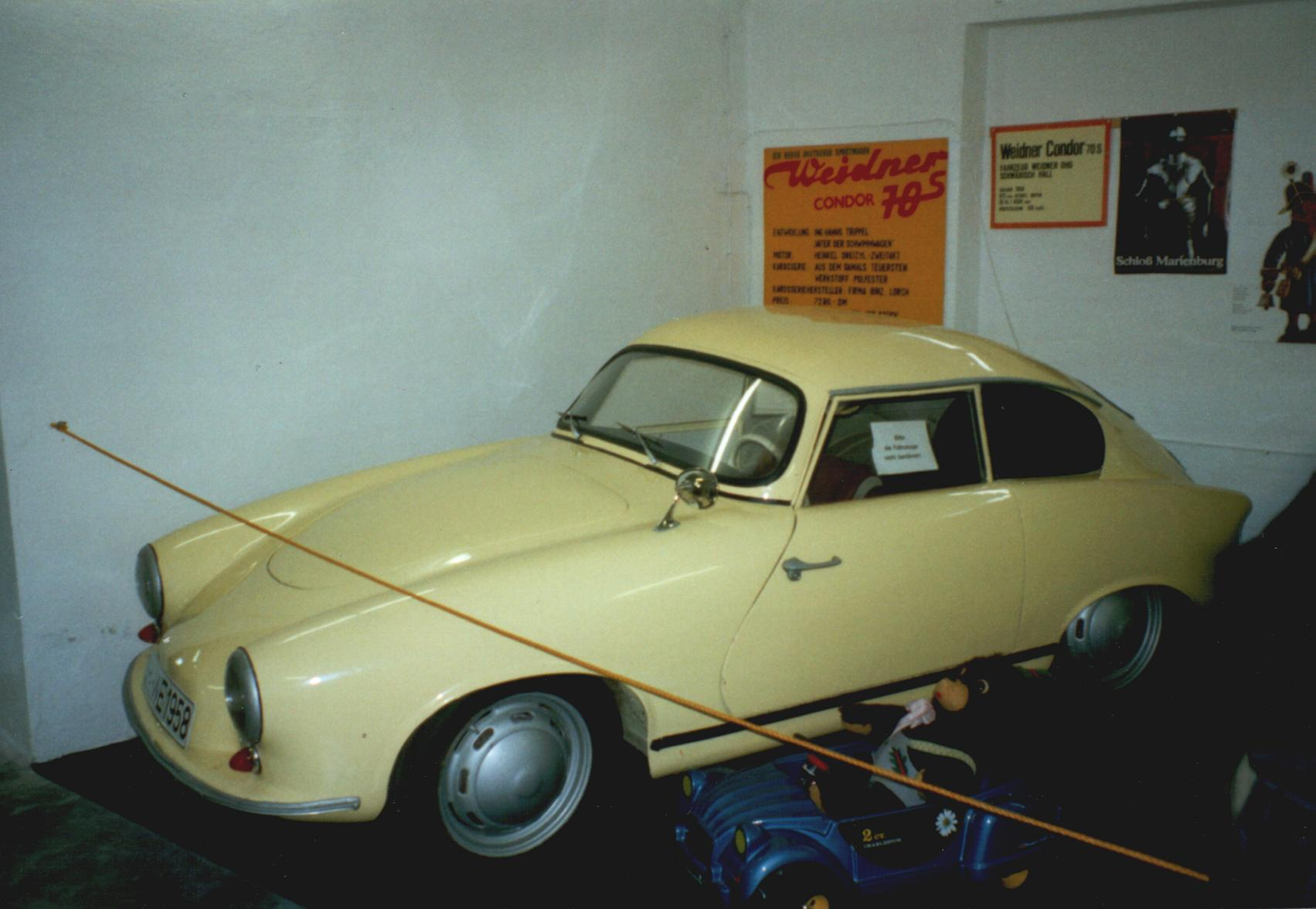
Weidner Condor 70S

Тим часом Тріппель побудував нове купе, яке назвав Trippel 750. Машина зі склопластиковим кузовом, оснащена 3-циліндровим двигуном Heinkel, потужністю 26 к.с., довго не могла знайти покупця на свою конструкцію, потім з'явилася бельгійська фірма Etablissement Wilford, яка виявила бажання виготовляти цей автомобіль, але договір зірвався, потім на Тріппеля вийшов син його знайомого норвежця Коль-Ларссена, і хоч проєкт не зрісся, але з цієї машини пізніше виросла марка Troll. В 1957 році Тріппель продає конструкцію братам Вайднерам, власникам фірми Fahrzeugwerk Weidner OHG, що виробляла причепи. Кузови купе, який отримав назву Condor 70S, взялася постачати фірма Binz GmbH & Co (нині відома своїми каретами швидкої допомоги на базі Mercedes-Benz), техніку поставляла фірма Heinkel. 670-кубовий 32-сильний двотактний трициліндровий мотор агрегатувався з 4-ступінчастою трансмісією, і дозволяв цій маленькій машині розганятися до 130 км/год. Проте машина, ціною в 7500 марок, була занадто дорогою і не могла конкурувати з новими VW Karmann-Ghia Typ 14.
На дворі стояв 1957 рік, заборону на виробництво амфібій і військової техніки було знято, Тріппель повертається до милого його серцю проєктування автомобілів класу «земля-вода-земля», і будує амфібію Alligator з мотором від Austin.

## Автомобілі Amphicar
У 1958 році Тріппель засновує фірму Eurocar GmbH, а через рік на виставці в Женеві показує новий прототип під назвою Eurocar, там його помічає власник фірми BMW Харальд Квадт, який погоджується вкласти кошти на розробку серійного зразка амфібії.

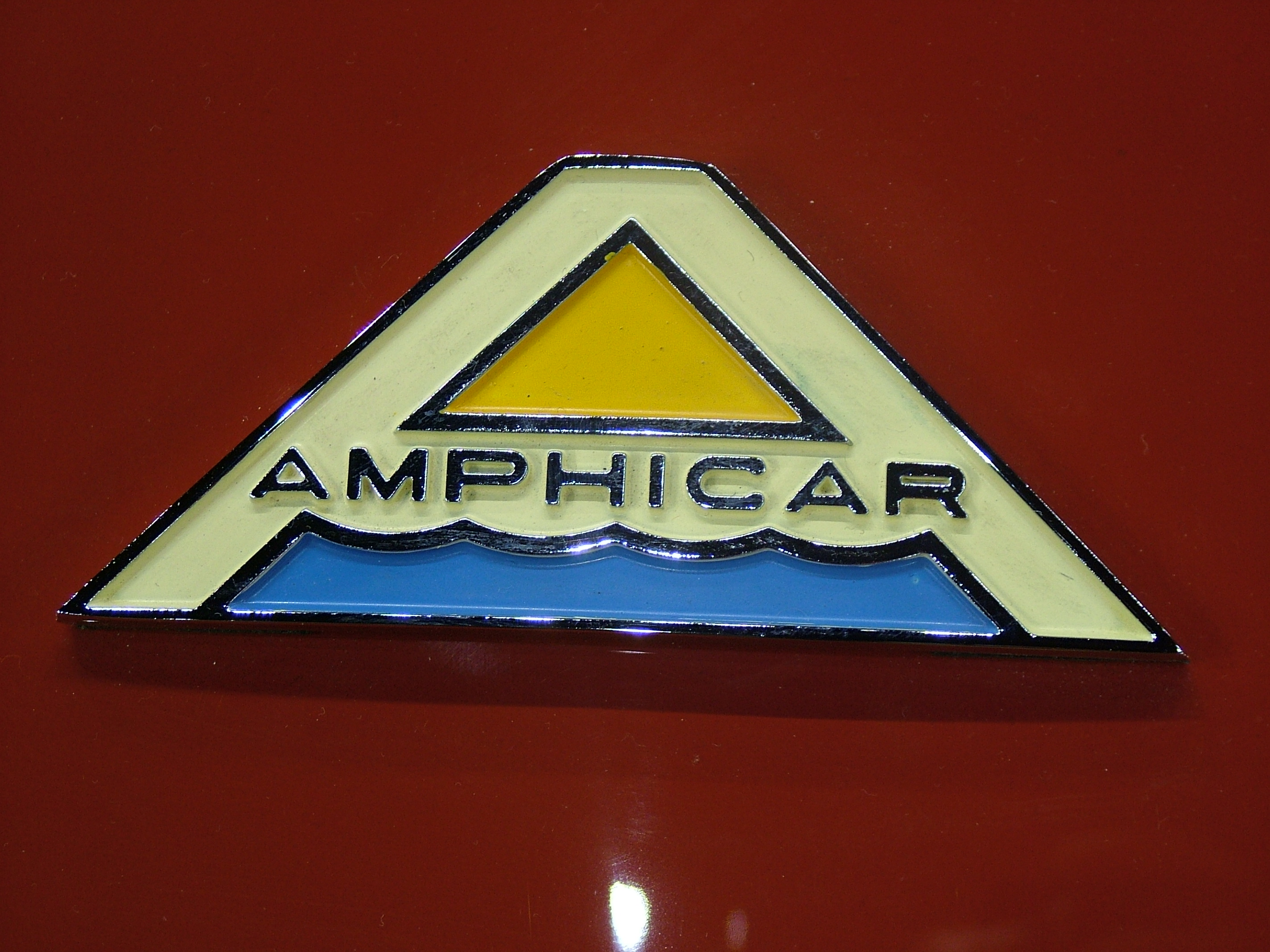
Логотип Amphicar

Тріппель в 1960 році будує новий прототип, який був оснащений 1.15 л мотором фірми Triumph, а кузов мав два високих задніх крила, щоб вода не забризкувала мотор, що знаходився ззаду. 4-ступенева коробка передач використовувалася від Porsche 356 (для водного руху була окрема двоступенева трансмісія для гвинтів), підвіска і гальмівна система від Mercedes-Benz 190 Ponton. У 1961 році на підприємстві Deutschen Waggon- und Maschinenfabrik в Берліні-Віттенау починається виробництво амфібій під маркою Amphicar, сталеві несучі кузови поставлялися для неї з Любека компанією Industrie-Werke Karlsruhe AG (IWK), двері машини мали товсті гумові ущільнювачі, які не пропускали воду, але про всяк випадок кожна машина базово оснащувалася відкачувальним насосом. Однак на той момент в проєкті вже не брав участь Тріппель, оскільки його видворили з нього.

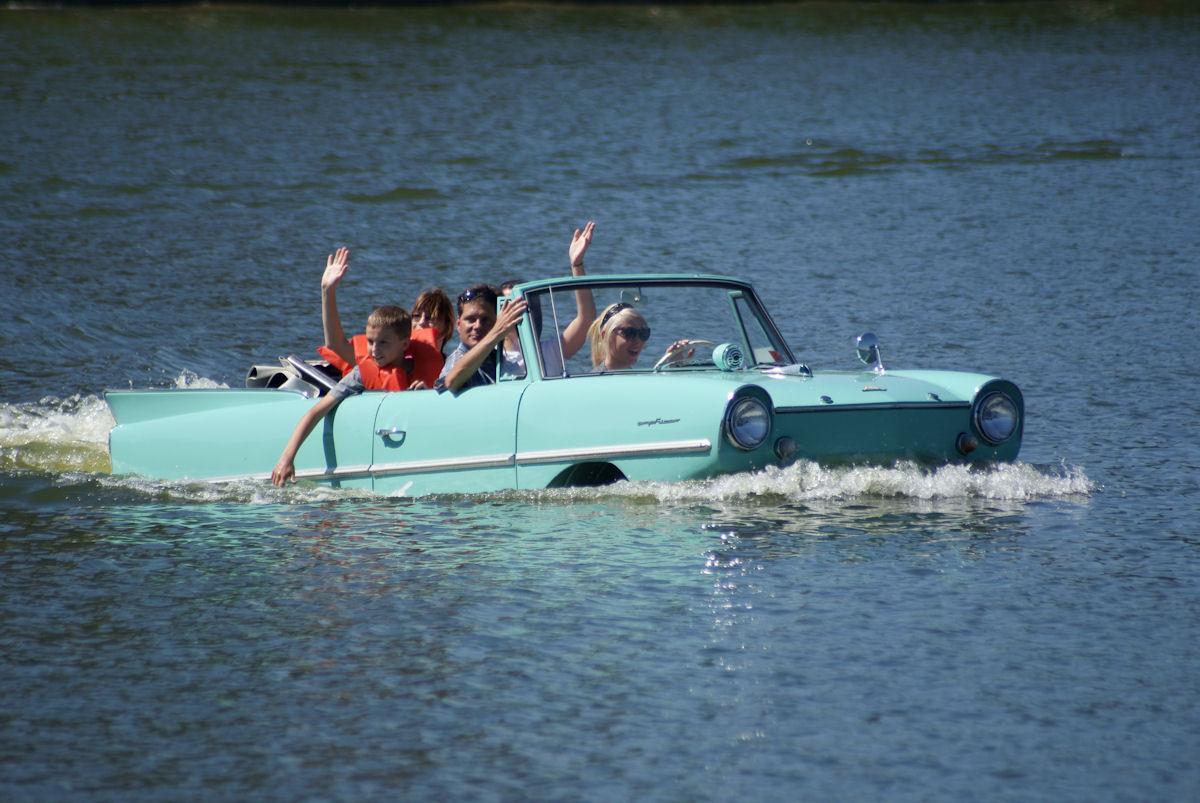
Amphicar 770 міг розвивати у воді швидкість до 12 км/год

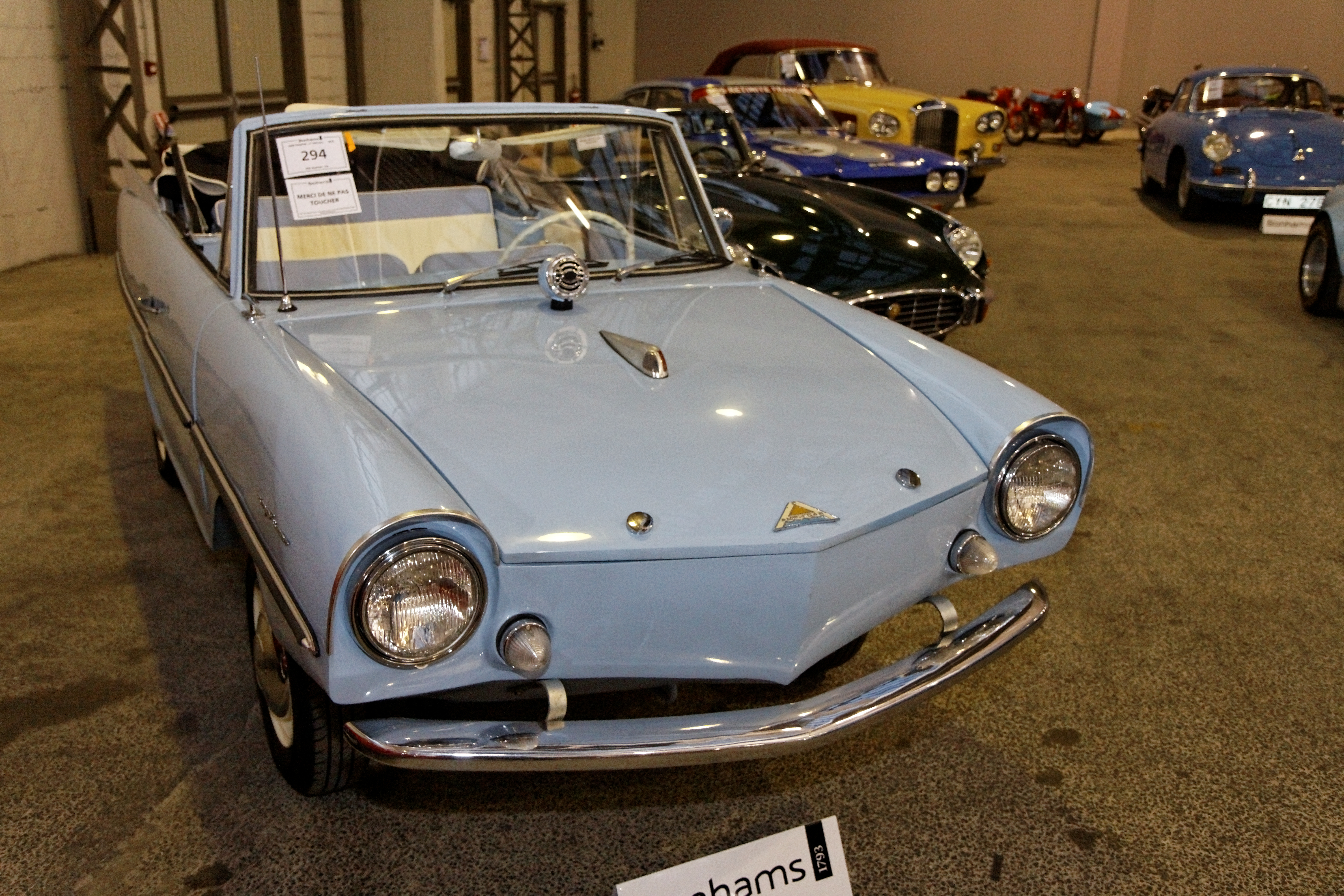
Amphicar 770

Квандт вирішив поставляти машину в південні штати США, в яких, як він вважав, відкрита машина продавалася б найкраще, оскільки для Іспанії, Італії, Греції та інших курортних країн Європи ціна на машину виявилася надзвичайною. Однак і в США машина не користувалася особливим попитом, оскільки банально була маленькою для такої цінової рамки, плюс ледачим американцям доводилося після кожної поїздки розбирати заднє сидіння і змащувати маслянкою тринадцять точок шасі і агрегатів (шасі, мотор і т. д. були виконані зі звичайної сталі та металу, тому схильні були до корозії). Плюс в скарбничку мінусів можна додати максимальну швидкість в 105 км/год, що для початку 60-х було вже сміховинним для США.

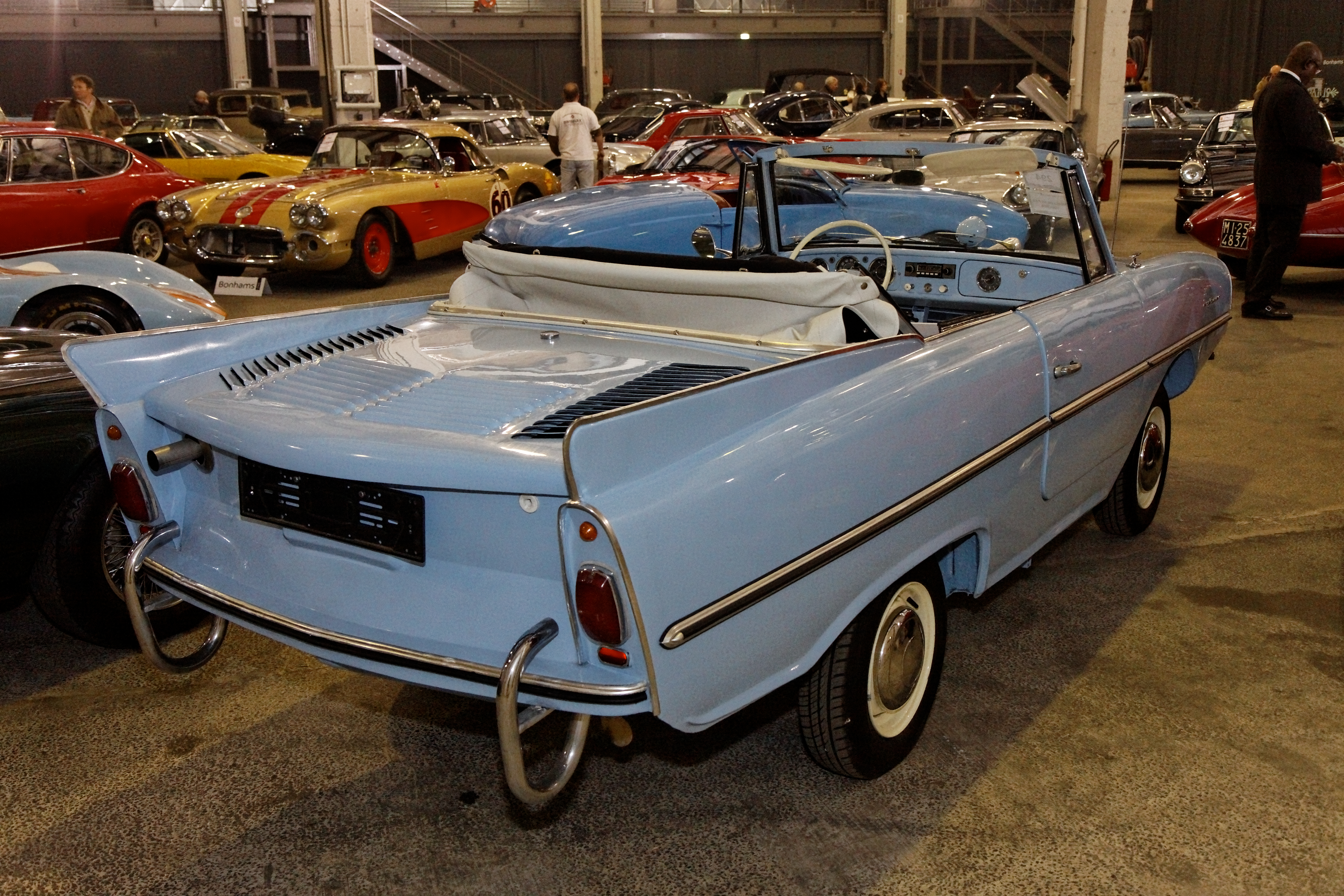
Amphicar 770

Вклавши в проєкт мільйони дойчмарок і плануючи випускати по 20 000 авто на рік, Брандт закриває неприбуткове підприємство в 1963 році, випустивши 3878 примірників, на той момент нерозпроданих машин накопичилося так багато, що ще цілих п'ять років їх продавали як нові, до того ж деякі американські дилери стали встановлювати на нерозпродані автомобілі більш потужні 1.5 л двигуни, потужністю 73 к.с., що підняло на вищий рівень швидкісні характеристики цих «спортивних» машин, але самі продажі в США зупинилися в 1967 році. Оскільки змінилися правила безпеки і машину з гвинтами ззаду просто заборонили продавати, то інші машини довелося продавати європейцям (в основному рятувальникам, поліцейським і Червоному Хресту), що робили до 1968 року, коли був проданий останній «земноводний». З 1964 року стали пропонувати і праворульний варіант, переробляючи вже наявні машини, і для цих машин пропонувалися причепи-каравани, які також могли триматися на воді.

## Автомобілі Amphi-Ranger

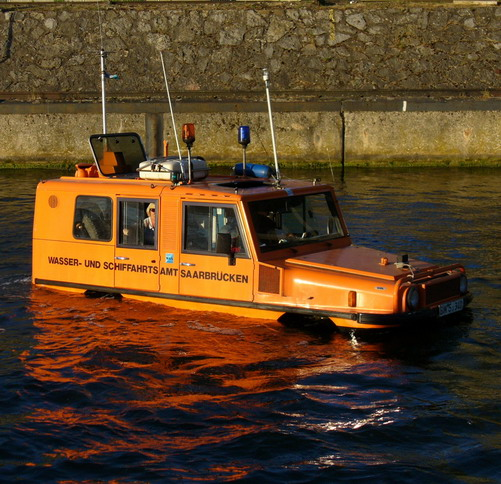
Amphi-Ranger SR2800

Щодо старого Тріппеля, то в 60-ті роки він працював консультантом у фірмі Jeep, яка хотіла вивести свої моделі на європейський ринок, але в 1974 році він продовжив займатися улюбленою справою, тобто будувати амфібії. У тому ж році з'являється прототип Trippel T-74 — задньопривідний гідромобіль з агрегатами фірми Opel, на наступний рік з'явився його повнопривідний варіант — Т-75, який в серію не пішов, в 1977 році з'являється відповідно Т-77, побудований на агрегатній базі марки Ford, через п'ять років цей проєкт переріс у створення фірми Rheinauer Maschinen- und Armaturenbau KG Faulhaber & Truttenbach, яка починає виробляти в 1985 році амфібії під маркою Amphi-Ranger. Але і цього разу Тріппель тільки був автором проєкту, а до самого виробництва не мав уже відносини. Герхард Фаульхабер використовував у своїх Amphi-Ranger SR2800 (індекс SR означав «seewasserresistent», або «стійкий до морської води», оскільки кузов був зроблений зі сплаву алюмінію і магнію) мотори і коробки передач були від Ford Scorpio з мотором 2.8 л, машина мала 4-ступінчасту трансмісію, в штатному варіанті була передньопривідною, але при залученні роздатки підключалися і задні колеса, і машина ставала повнопривідною, що допомагало вилазити на берег в важкопрохідних місцях. По суші такий автомобіль міг пересуватися зі швидкістю до 140 км/год, а по водній гладі — до 15 км/год (8 вузлів).
У 1986 році 2.8 л мотор замінили на новий — 2.9 л, який якраз з'явився і на донорі — Ford Scorpio, до нього додалася і 5-ступінчаста трансмісія, але швидкісні характеристики практично не змінилися, оскільки через нові еконорми 2.9 л мотор був «задушений» і видавав у варіанті з каталізатором всього 107 кВт, що було навіть менше, ніж у 2.8 л побратима. Через 3 роки з'являється більш економічна версія з 2-літровим двигуном, цього разу донором для SR2000 послужила Opel Vectra зі 100-сильним мотором, обидві машини були у виробництві до 1995 року. У 1995 році їх перестали випускати, оскільки на техніку з ціною в майже 100 000 марок було важко знайти клієнтуру, за 10 років було вироблено всього 85 автомобілів, з них майже 1/5 пішло в Японію.

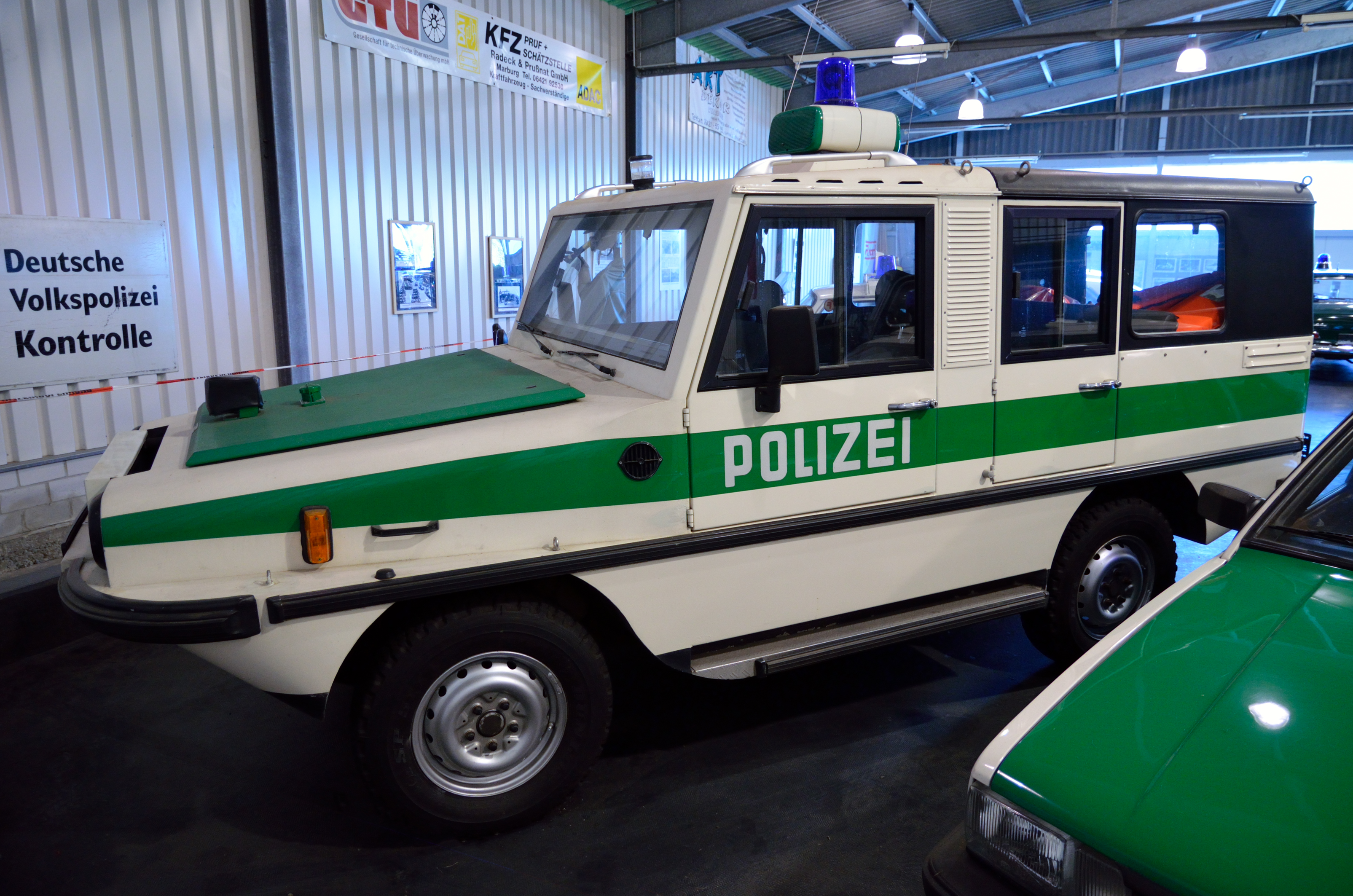
Amphi-Ranger SR2800

В 1989 році Тріппелю було вже 81, але, не дивлячись на це, він не сидів у вільний час біля каміна, а проводив його в майстерні, де спроєктував машину Aqua-Terra з 2-літровим мотором від Opel, передньопривідна машина була оснащена 3-ма гребними гвинтами, Тріппель об'їздив усі виставки зі своєю машиною в спробах знайти зацікавлених осіб, які взялися б за виробництво цього проєкту, але все було марно. Тоді через рік він будує повнопривідну версію з використанням вузлів від Opel Vectra 4x4, управління у воді відбувалося за рахунок гвинтів, що оберталися, до цього управління на воді відбувалося за рахунок передніх коліс. На Trippel Aqua-Terra II не знайшлося виробника. Батько і відданий шанувальник амфібій, а також творець легендарного «крила чайки» помер у 2001 році.

## Список автомобілів Trippel
- 1934 — Trippel SG2
- 1937 — Trippel SG6
- 1938 — Trippel SK8
- 1942 — Trippel SG-P

## Список автомобілів Amphicar
- 1961 — Amphicar 770

## Список автомобілів Amphi-Ranger
- 1985 — Amphi-Ranger SR2800
- 1989 — Amphi-Ranger SR2000